# Mühlenteich (Wismar)
Der Mühlenteich ist ein Teich im Stadtgebiet von Wismar in Mecklenburg-Vorpommern. Das Gewässer ist stark gegliedert. Es gibt eine markante Südbucht mit zwei kleineren Inseln und eine ausgeprägte Nordbucht. Der Mühlenteich hat eine Nord-Süd-Ausdehnung von etwa 1700 Metern und eine West-Ost-Ausdehnung von etwa 400 Metern. Größere Teile des Teichufers, vor allem im Süden, sind zum Baden geeignet. Der im Teich aufgestaute Wallensteingraben mündet im Südwesten und verlässt ihn im Norden wieder. Außerdem fließt im Westen der Mühlenbach durch die Innenstadt in Richtung Ostsee ab. Ein weiterer Zufluss ist ein Graben aus südöstlicher Richtung. Der Südwestteil des Gewässers gehört zum Naturschutzgebiet Teichgebiet Wismar-Kluß. Der Teich wird für die kommerzielle Forellenzucht genutzt.
Zeitweise diente der Mühlenteich zur Trinkwasserversorgung Wismars. Als bei der Belagerung Wismars 1675 die Wasserleitungen aus Quellen bei Metelsdorf gekappt wurden, erwies sich der Bezug von Wasser aus nur einer Region als nachteilig. Deshalb wurde seit 1685 zusätzlich Wasser aus dem Mühlenteich in einen ehemaligen Wehrturm, der Bestandteil der Stadtbefestigungsanlagen war, und heute Alter Wasserturm genannt wird, gefördert und von dort weitergeleitet. Aufgrund der Choleragefahr durfte das Wasser aus dem Teich seit 1892 nicht mehr mit dem Metelsdorfer Wasser vermischt werden.

## Siehe auch

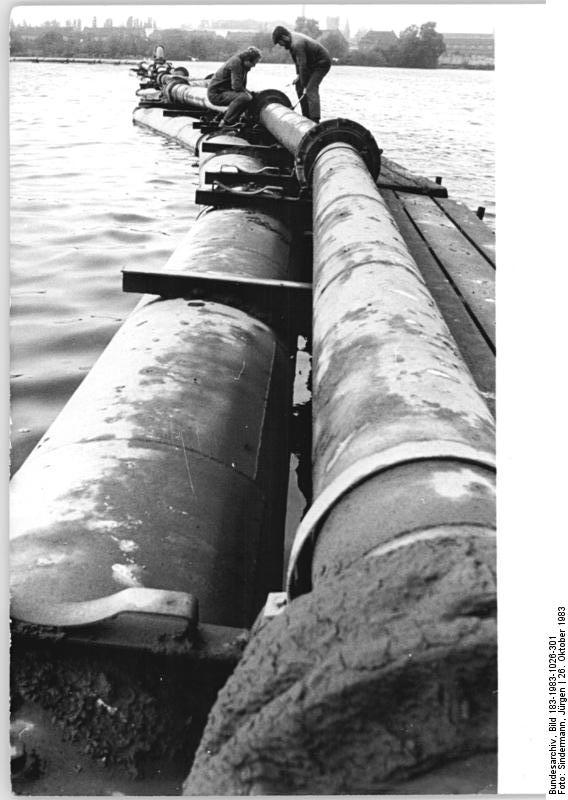
Reinigung des Mühlenteiches im Jahr 1983
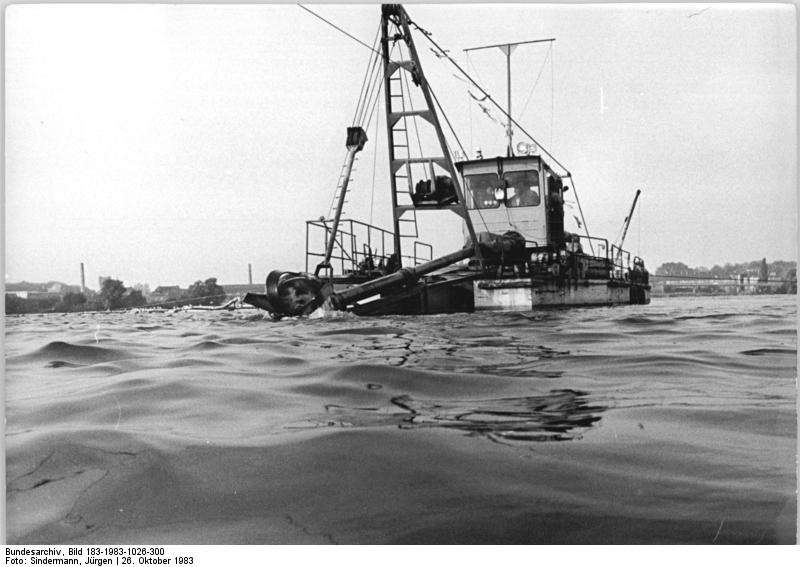
Reinigung des Mühlenteiches im Jahr 1983

## Nachweise
1. ↑  Rat der Seestadt Wismar (Hrsg.): Die Wasserversorgung der Stadt Wismar in Wismar, Deutscher Architektur- und Industrie-Verlag (DARI), Berlin 1927, S. 65–67